# 60 минут (телешоу, США)
«60 минут» (англ. 60 Minutes) — американское общественно-политическое телешоу, созданное Дональдом Хьюиттом и транслируемое каналом CBS с 1968 года. Согласно составленному журналом TV Guide в мае 2002 года списку пятидесяти величайших телешоу всех времён, «60 минут» занимало 6-е место. По версии газеты The New York Times шоу является одним из самых почитаемых из общественно-политических на американском телевидении.

## История трансляций
В программе впервые использовались наиболее важные методы журналистского расследования, в частности повторное редактирование интервью, скрытые камеры, гоча-журналистика, неожиданные визиты в дома и офисы, касающиеся следственного вопроса. Постановки возникли в конце 1970-х в австралийской и канадской версиях программы.

### Ранние годы
Пилотный выпуск «60 минут» состоялся во вторник вечером (в 22:00 EST), 24 сентября 1968 года, программу вели Гарри Ризонер и Майк Уоллес. Зрителям были представлены следующие вопросы:
1. Предвыборная кампания — взгляд изнутри штабов кандидатов в президенты Хьюберта Хамфри и Ричарда Никсона.
2. Комментарии европейских писателей Малькольма Маггериджа, Петера фон Цана[англ.] и Луиджи Барзини-младшего[итал.] на тему американской избирательной системы.
3. Комментарии политического обозревателя и журналиста Арта Бухвальда.
4. Интервью с Генеральным прокурором Рэмси Кларком на тему жестокости полиции.
5. Сокращённый вариант номинируемого на Оскар короткометражного фильма Сола Басса «Почему человек творит[англ.]».
6. Диалог-рассуждение Ризонера и Уоллеса о соотношении восприятия и реальности, где Уоллес сказал, что шоу направлено на отражение реальности.

Для оформления студии использовалась технология «хромакей» (так называемая «синяя студия»). Ризонер и Уоллес сидели напротив друг друга, фон был оформлен в кремовых тонах, для сегмента интервью с Рэмси Кларком в качестве фона была фотография двух полицейских шлемов. В дальнейшем фон был чёрным и использовался в выпусках вплоть до 2013 года. Единственным спонсором первого выпуска был собачий корм «Алпо».
Дональд Хьюитт, являющийся продюсером «CBS Evening News» вместе с Уолтером Кронкайтом, пригласил на роль ведущего Майка Уоллеса, чтобы подчеркнуть стилистическое отличие от Ризонера. За время работы Уоллеса в программе у него сложился свой уникальный стиль репортёра-следователя, крутой и властный, с грубыми, безжалостными, и провокационными вопросами собеседникам. Идеей Хьюитта было сделать ведущими шоу журналистов, которые будут обсуждать вопросы государственной важности, ориентированные на зрителей, отношения к этим вопросам не имеющих, причём за ограниченный промежуток эфирного времени (на каждый репортаж давалось 13 минут). По окончании первого сезона телешоу, руководство программы было обеспокоено отсутствием доверия зрителей, в связи с чем, рейтинги «60 минут» были ниже других новостных телепередач канала «CBS». Первые три года Хьюитт старался удержать выход шоу в прайм-тайм, после чего необходимость в этом отпала.
После того, как в 1970 году Гарри Ризонер ушёл с CBS и из шоу, чтобы стать вторым ведущим «Мировых новостей» на ABC, его обязанности исполняет Морли Сафер. В это же время администрация президента Никсона усиливает контроль за прессой, и Сафер, ранее занимавший посты руководителя бюро CBS News в Сайгоне и Лондоне, начинает делать жёсткие журналистские расследования. В период с 1970 по 1971 годы только «60 минут» сообщали о применении американскими войсками кассетных бомб, об армии Республики Вьетнам, об уклонистах от военной службы, событиях в Нигерии (Гражданская война в Нигерии), Ближнем Востоке и Северной Ирландии.

### Изменения после ввода правил использования прайм-тайм
В 1971 году Федеральное агентство по связи представили свои правила по использованию прайм-тайма (PTAR, от Prime Time Access Rule), согласно которым было принято освободить в 50 крупнейших филиалах CBS (практически, вся сеть телеканала) 30 минут прайм-тайма с понедельника по субботу и 1 час в воскресенье. В основном эти правила были направлены на снижение доминирования основных телевизионных сетей (ABS, CBS и NBS), контролировавших большую часть программного времени и препятствующих развитию конкурентов.
В 1979 году на 37-й церемонии присуждения премии «Золотой глобус», «60 минут» стала победителем в номинации лучший телевизионный сериал — драма.
Весной 2004 года ушёл в отставку основатель и бессменный руководитель «60 минут» Дональд Хьюитт, его место занял Джефф Фагер.
Что примечательно, средний возраст зрителей «60 минут» составляет 60 лет. В основном это объясняется тем, что создатели передачи готовят для своей аудитории не развлекательные и срежиссированные, а подлинные новости, без дешёвых телетрюков и однодневных сенсаций, которые направлены на привлечение молодых зрителей.

### Логотип
В первом логотипе программы название, в частности слово minutes, писалось строчными буквами и шрифтом Гельветика. В 1974 году шрифт изменился на Eurostile и minutes писались в верхнем регистре. Секундомер на логотипе программы отсутствовал на первом выпуске. С 1971 года на логотипе указывались номера сезона и выпуска (Vol. xx, No. xx). Дизайн с использованием торговой марки Aristo (Heuer) появился только в 1978 году. С 1992 года фон логотипа был серым, цвет текста красным, но с 26 октября 2006 года фон был изменён на красный, цвет текста стал белым, а секундомер перенесён в вертикальное положение.

### Хронология времени выхода в эфир
- С 1968 по 1971 год программа выходила по средам в 21:00.
- С 1971 по 1972 год — по понедельникам в 22:00.
- С 1972 по 1973 год — по субботам в 22:30.
- С 1973 по 1974 год — по пятницам в 21:00.
- С 1974 по 1975 год — по понедельникам в 22:00.
- С 1975 по настоящее время — по воскресеньям в 19:00.

## Корреспонденты, ведущие и комментаторы

### Текущие
Ведущие
- Стив Крофт[англ.] — ведущий с 1989 года по настоящее время, соредактор;
- Лара Логан — корреспондент с 2005 по 2012 год, ведущая с 2012 года по настоящее время[14];
- Скотт Пелли[англ.] — ведущий с 2003 года по настоящее время;
- Лесли Шталь — ведущая с 1991 года по настоящее время, соредактор.
- Билл Уитакер[англ.] — с 2014
- Джон Дикерсон[англ.] с 2019

Корреспонденты
- Андерсон Купер — с 2006 года;
- Санджай Гупта[англ.] — с 2011 года;
- Нора О’Доннелл — с 2013 года;
- Чарли Роуз — с 2008 года.

### Бывшие
Бывшие ведущие
- Кристиан Аманпур — корреспондент с 1996 по 2000 год, затем до 2005 года ведущий;
- Эд Брэдли † — корреспондент с 1976 по 1981 годы, затем ведущий до 2006 года[15];
- Гарри Ризонер † — ведущий с 1968 по 1970 и с 1978 по 1991 год;
- Дэн Разер — корреспондент с 1976 по 1981 годы, ведущий с 1975 по 1981 и с 2005 по 2006 год[16];
- Дайан Сойер — корреспондент с 1981 по 1984 год, ведущий до 1989 года;
- Мередит Виейра — корреспондент с 1982 по 1985 и с 1991 по 1993 год, ведущая с 1990 по 1991 годы;
- Майк Уоллес † — ведущий с 1968 по 2006 и в 2008 годах;
- Боб Саймон[англ.] † — ведущий с 1996 по 2015 год[17].
- Морли Сафер[англ.] † — корреспондент в период с 1968 по 1970 год, с 1970 по 2016 год — ведущий.

Бывшие корреспонденты
- Чарльз Куральт[англ.] † — корреспондент с 1968 по 1979 год;
- Уолтер Кронкайт † — корреспондент с 1968 по 1981 год;
- Роджер Мадд — корреспондент с 1968 по 1980 год;
- Эрик Севарейд † — корреспондент с 1968 по 1969 год;
- Билл Плант[англ.] — корреспондент с 1968 по 1995 год;
- Джон Харт[англ.] — корреспондент с 1969 по 1975 год;
- Боб Шиффер[англ.] — корреспондент с 1973 по 1996 год;
- Мортон Дин[англ.] — корреспондент с 1975 по 1979 год;
- Марлен Сандерс[англ.] † — корреспондент с 1978 по 1987 год;
- Чарльз Осгуд[англ.] — корреспондент с 1981 по 1994 год;
- Форрест Сойер[англ.] — корреспондент с 1985 по 1987 год;
- Конни Чанг[англ.] — корреспондент с 1990 по 1993 год;
- Пола Зан[англ.] — корреспондент с 1990 по 1999 год;
- Джон Робертс[англ.] — корреспондент с 1992 по 2005 год;
- Аллен Мартин[англ.] — корреспондент с 1994 по 1995 год;
- Расс Митчелл[англ.] — корреспондент с 1995 по 1998 год;
- Кэрол Марин[англ.] — корреспондент с 1997 по 2000 год[18];
- Брайант Гамбел[англ.] — корреспондент с 1998 по 2002 год;
- Кэти Курик — корреспондент с 2006 по 2011 год[19];
- Байрон Питтс[англ.] — корреспондент с 2009 по 2013 год[20];
- Элисон Стюарт — корреспондент в 2012 году.

### Комментаторы
В качестве комментаторов тех или иных событий в «60 минут» принимали участие:
- Шена Александр[англ.] † — участник дебатов со стороны либералов в период с 1975 по 1979 год;
- Билл Клинтон — участник дебатов со стороны либералов в 2003 году;
- Стэнли Крауч[англ.] † — комментатор в 1996 году;
- Боб Доул — участник дебатов со стороны консерваторов (как оппозиционный Биллу Клинтону комментатор) в 2003 году;
- Джеймс Килпатрик[англ.] † — участник дебатов со стороны консерваторов в период с 1971 по 1979 год;
- Молли Айвинс[англ.] † — комментатор со стороны либералов в 1996 году;
- Пи-Джей О’Рурк[англ.] — комментатор со стороны консерваторов в 1996 году;
- Энди Руни † — комментатор в период с 1978 по 2011 годы (в рамках программы выходила рубрика «Несколько минут с Энди Руни» (англ. A Few Minutes with Andy Rooney), где Руни рассуждал на самые разные темы, от актуальных новостных событий до отвлечённых вещей, включая недовольство банками или авиакомпаниями);
- Николас фон Хоффман[англ.] † — участник дебатов со стороны либералов в период с 1971 по 1974 год.

## Исполнительные продюсеры
- Дональд Хьюитт[англ.] † с 1968 по 2004 годы.
- Джефф Фагер[англ.] с 2004 года по настоящее время.

## Рейтинги и признание
Согласно рейтингам Нильсена, с 1975 года, когда шоу начали транслировать воскресным вечером, «60 минут» является наиболее успешной программой в истории телевидения США. По результатам года «60 минут» пять раз являлись лучшей программой: сезоны 1979-80, 1982-83 и 1991-94. Такой же результат, согласно Нильсену, имеют только ситкомы «Шоу Косби» и «Все в семье», и он уступает лишь реалити-шоу «American Idol», занимавшим первое место 8 раз подряд.
Впервые «60 минут» появились в ТОП-20 лучших программ в сезон 1976-77, в следующем они занимали четвёртое место, а в сезоне 1979-80 — первое. В течение 23 сезонов подряд, с 1977-78 по 1999-00, «60 минут» входила в десятку лучших программ, что является непревзойдённым рекордом. В XXI веке шоу остаётся среди лучших: входит в ТОП-20 и имеет самые высокие рейтинги среди новостных журналов.
Так 6 октября 2013 года выпуск «60 минут» просмотрели 17,94 миллиона зрителей. Это второе место за воскресенье и третье за всю неделю (на первом месте трансляция матча Национальной футбольной лиги с 28,32 миллионами зрителей). В выпуске были репортаж Стива Крофта о федеральной программе страхования от нетрудоспособности, история Лары Логан о сражении, лёгшем в основу фильма «Чёрный ястреб», и сюжет Андерсона Купера о потенциально опасных околоземных объектах, таких как кометы и астероиды. 1 декабря 2013 года программу смотрели 18,09 миллионов зрителей, против 28,11 миллионов поклонников НФЛ.

### Премии
- В мае 2002 года американский еженедельник TV Guide опубликовал список пятидесяти величайших телешоу всех времён, где «60 минут» занимает 6-е место[2].
- На 1 октября 2013 года программа «60 минут» в общей сложности выиграла 106 «Эмми», что является непревзойдённым рекордом для любого прайм-тайм шоу в любой телесети[22][29].
- На начало 2014 года шоу является обладателем 20[30] премий Джорджа Фостера Пибоди. В частности за репортаж-расследование Морли Сафера (Lenell Geter’s in Jail) 1983 года, благодаря которому невинно осуждённый за вооружённое ограбление Линелл Гитер был освобождён из тюрьмы в Техасе[31].
- Победитель 36-й церемонии премии «Золотой глобус» в номинации лучший телевизионный сериал — драма[10][11].

## Дочерние программы
За время существования шоу были созданы ряд спин-оффов.
- «30 минут» (англ. 30 Minutes) — образовательный и новостной журнал для детей, созданный Кристофером Гленом (англ. Christopher Glenn[англ.]) по образцу «60 минут». Программа выходила на CBS с 1978 по 1982 год и закрывала утренний субботний эфир. Темы варьировались от подростковых прыщей и музыкальных направлений до Ку-клукс-клана и несовершеннолетних преступников[32].
- «60 минут: подробнее» (англ. 60 Minutes More) — телепрограмма по мотивам прошлых популярных выпусков «60 минут», но с новыми подробностями настоящего времени. Вышел всего один сезон, с 1996 по 1997 год.
- 19 января 1999 года в США стартовала вторая версия телешоу, названная «60 минут II» (англ. 60 Minutes II)[33]. В 2004 году программу переименовали в «60 минут», так как многие стали называть её «60 Minutes, Jr». Президент CBS News Эндрю Хейвард (англ. Andrew Heyward[англ.]) прокомментировал это тем, что римская цифра в названии создала путаницу со стороны зрителей, хотя обе программы редакционно независимы друг от друга[34]. 8 сентября 2004 года в программе были представлены четыре из шести документов[35], критикующих президента Джорджа Буша-младшего, датируемые временем прохождения Буша службы в Национальной гвардии 1972—1973 годов[36]. Так как передача вышла накануне президентских выборов и документы впоследствии были признаны поддельными, разразился скандал (известный как Rathergate)[37][38], в результате которого программа снова была переименована, чтобы не компрометировать оригинальное шоу. Последний выпуск «60 минут по средам» (англ. 60 Minutes Wednesday) состоялся 2 сентября 2005 года. За время своего существования шоу получило несколько премий Пибоди и «Эмми»[39].
- В 2011 году на канале CNBC начался выпуск «60 минут на CNBC» (англ. 60 Minutes on CNBC) с ведущими Стивом Крофтом и Лесли Шталь. В программу входят обновлённые бизнес отчёты оригинального шоу и сюжеты, не попавшие в эфир «60 минут».
- Начиная с января 2013 года CBS начали выпуск «60 минут» на спортивную тематику (англ. 60 Minutes of Sports)[40]. Программа транслируется на дочернем премиум канале Showtime и состоит из трёх блоков: два новых сюжета и одно интервью из архива классического телешоу. Для создания к команде «60 минут» присоединились многие сотрудники CBS Sports[41].

## Международные версии
В середине 1980-х отредактированная версия американского шоу «60 минут» некоторое время выходила на западногерманском телевидении. Передача была всего 30 минут в длину, был сохранён оригинальный английский саундтрек и имелись субтитры на немецком.
Чилийский вариант программы, под названием «60 Minutos», выходил на канале «TVN» (исп. Televisión Nacional de Chile) в период с 7 апреля 1975 года по 4 апреля 1988 года, во время военной диктатуры Аугусто Пиночета. Информационная программа, задуманная в качестве объединяющего элемента всех чилийцев, не вызывала доверия, так как скрывала информацию о социальных протестах и других мероприятиях противников режима.
В Португалии шоу транслируется каналом «SIC Notícias». Каждый выпуск открывает и даёт заключительный комментарий журналист и ведущий Марио Креспо (порт. Mário Crespo).

### Австралия
Премьера австралийской версии «60 минут» состоялась 11 февраля 1979 года. При поддержке австралийского медиа-магната Керри Пакера (англ. Kerry Packer), совладельца канала Nine television network, первым продюсером шоу стал корреспондент Джеральд Стоун (англ. Gerald Stone). Первый эфир «60 минут» на церемонии вручения премии «Logie Awards» в 1980 году стал победителем в пяти из одиннадцати номинаций, куда шоу номинировалось, и получил специальный приз. Шоу до сих пор выходит на канале Nine Network каждое воскресенье в 19:30.

### Новая Зеландия
Новозеландская версия «60 минут» впервые вышла в 1989 году на канале TV3 (англ. TV3). В 1992 году права были выкуплены Телевидением Новой Зеландии (TVZN, от англ. Television New Zealand), вещание на котором началось в 1993 году. Однако после 9 лет сотрудничества договор с TVZN был расторгнут в 2002 году, и шоу вновь выходило на канале TV3. Шоу становилось победителем премий «Qantas Television Awards» 2005 года и «Qantas Film and Television Awards» 2008 года. Оба раза сразу в трёх номинациях: лучшее новостное шоу, лучшие операторская и репортёрская работы на дебатах в прямом эфире. С 2013 года новозеландское «60 минут» транслируется на Sky Television.